# 이상희 (축구 선수)
이상희(1988년 5월 18일 ~ )는 대한민국의 축구 선수이다. 은퇴했고 현역 시절 포지션은 수비수였다.